# Медвежжя (Калінінський район)
Медвежжя (рос. Медвежье) — присілок в Калінінському районі Тверської області Російської Федерації.
Населення становить 10 осіб. Входить до складу муніципального утворення Тургиновське сільське поселення.

## Історія
Від 2005 року входить до складу муніципального утворення Тургиновське сільське поселення.

## Населення
| 2008 | 2010 |
| ---- | ---- |
| 13   | ↘10  |